# Le ciel peut attendre (film, 1943)
Pour les articles homonymes, voir Le ciel peut attendre et Heaven Can Wait.
Pour plus de détails, voir Fiche technique et Distribution.
Le ciel peut attendre (Heaven Can Wait) est un film américain réalisé en Technicolor par Ernst Lubitsch, sorti en 1943.

## Synopsis
Juste après sa mort, Henry Van Cleve, persuadé de mériter le feu éternel, se présente auprès du Diable et sollicite son entrée en Enfer. Satan, charmant mais débordé, semble incertain du sort à réserver à son visiteur et prend le temps d’écouter son histoire. Ou plutôt celle des femmes de sa vie. L'homme évoque en effet sa vie bourgeoise, personnage exalté et cabotin, d'une mauvaise foi confondante, s'arrêtant sur les divers écarts à la morale qui ont jalonné son parcours.
Excepté les scènes en Enfer, une sorte de grande salle d'attente, toutes les scènes du film se déroulent un jour d'anniversaire du héros.

## Fiche technique
- Titre : Le ciel peut attendre
- Titre original : Heaven Can Wait
- Réalisation : Ernst Lubitsch
- Scénario : Samson Raphaelson, d'après la pièce Birthday de Ladislaus Bus-Fekete
- Musique : Alfred Newman
- Photographie : Edward Cronjager
- Montage : Dorothy Spencer
- Décors : James Basevi, Leland Fuller
- Costumes : René Hubert
- Producteur : Ernst Lubitsch et William Goetz
- Société de production et de distribution : 20th Century Fox
- Pays de production :  États-Unis
- Langue : anglais
- Format : couleur Nathalie Kamus (Technicolor) - Son : Mono (Western Electric Recording)
- Genre : comédie fantastique
- Durée : 112 min
- Dates de sortie : 
  - États-Unis :  11 août 1943
  - France : 28 août 1946

## Distribution
Légendes : 1er doublage (1946) / 2d doublage (DVD)
- Gene Tierney (VF : Françoise Gaudray / Dominique Vallée) : Martha
- Don Ameche (VF : Michel Gudin / Guillaume Orsat) : Henry Van Cleve
- Charles Coburn (VF : Jean Toulout) : Hugo Van Cleve
- Marjorie Main : Mme Strabel
- Laird Cregar (VF : Jean Martinelli / Henri Virlogeux) : « Son Excellence » le Diable
- Spring Byington : Bertha Van Cleve
- Allyn Joslyn : Albert Van Cleve
- Eugene Pallette (VF : Vincent Grass) : E.F. Strabel
- Signe Hasso : Mademoiselle
- Louis Calhern : Randolph Van Cleve
- Helene Reynolds : Peggy Nash

Acteurs non crédités
- Florence Bates : Mme Edna Craig
- Leonard Carey : Flogdell, premier majordome des Van Cleve
- James Flavin : Un policier
- Dickie Moore : Henry Van Cleve (à 15 ans)
- Anne O'Neal : l'infirmière de jour
- Anita Sharp-Bolster : Mme Cooper-Cooper

## Autour du film
- Ne pas confondre avec le film homonyme Le ciel peut attendre (Heaven Can Wait) de et avec Warren Beatty en 1978, avec lequel le scénario n'a aucun rapport car étant le remake du Défunt récalcitrant (Here Comes Mr. Jordan) d'Alexander Hall en 1941[1].
- Henry Van Cleve répond à Satan, qui lui demande comment s'est passé son décès : « Le mieux du monde, j'avais mangé tout ce que les médecins m'avaient interdit. J'ai eu un accès de fièvre et quand je me suis réveillé, tout le monde autour de moi parlait doucement en disant du bien de moi, alors j'ai compris que j'étais mort. »
- La chanson Heaven Can Wait, sur le disque Somewhere in Time du groupe de heavy metal britannique Iron Maiden, rend hommage au film.
- Le seul film d'Ernst Lubitsch tourné en couleurs.
- Ernst Lubitsch n'était pas ravi que la Fox lui impose Don Ameche pour le rôle masculin principal (il aurait préféré Fredric March ou Rex Harrison) mais il fut finalement content du professionnalisme d'Ameche et déclara par la suite qu'il était l'acteur parfait pour le rôle.
- Dans la version  originale, la femme de chambre qui devergonde le héros à 14 ans, est française, mais elle devient italienne dans la version française.